# John Parkinson
John Parkinson (1567 - 1650) va ser un botànic anglès.

## Biografia
Boticario de professió, va conrear un jardí botànic a Londres, on conservava prop de 500 espècies. Va ser farmacèutic de Jacobo I; rebent el títol de herborista de Carles I, el 1629, després de la publicació de Paradisi in Sole Paradisus Terrestris; tractant-se més d'un llibre de jardineria que de botànica en sentit estricte; donant consells per al cultiu de flors, plantes culinàries i d'orquídies. Va descriure un miler d'espècies on 780 van ser objecte d'il·lustracions (sobretot de les obres de Charles de l'Écluse (1525-1609), de Mathias de l'Obel (1538-1616) i de molts altres).
En 1640, va publicar Theatrum botanicum, complementari del precedent, i tractant sobretot d'herbes medicinals; en ell hi va descriure 3.800 espècies.

## Algunes publicacions

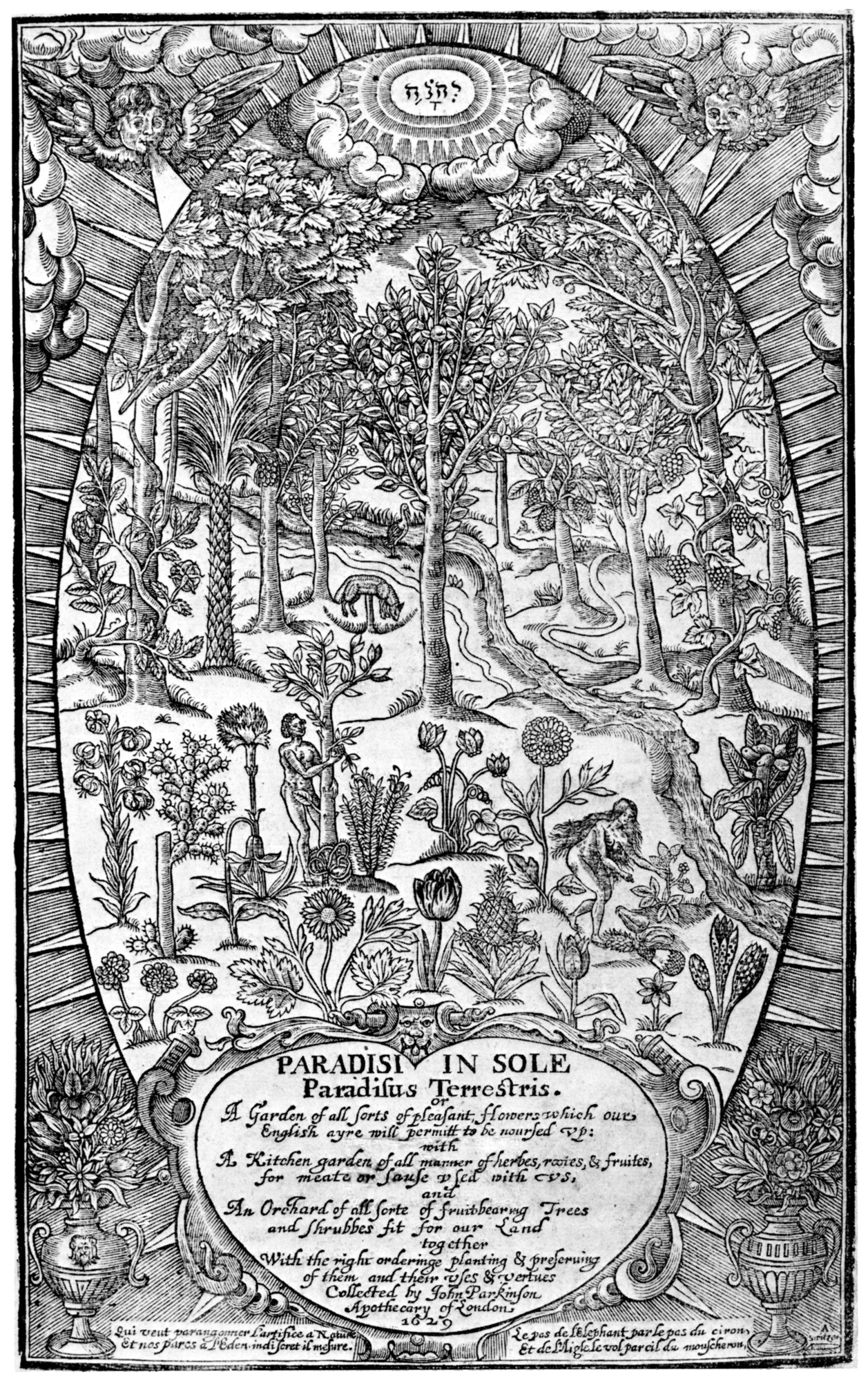
Frontispici de Paradisi in Sole Paradisus Terrestris mostrant Adán & Eva en el jardí de l'Edén amb un xai vegetal de Tartària (al centre)

- Parkinson, John. Paradisi in Sole Paradisus Terrestris: Or A Garden of All Sorts of Pleasant Flowers which our English Ayre will Permitt to be Noursed Vp. With a Kitchen Garden of All Manner of Herbes, Rootes, & Fruites, for Meate or Sause Vsed with Vs, and an Orchard of All Sorte of Fruitbearing Trees and Shrubbes Fit for Our Land. Together with the Right Orderinge, Planting & Preserving of Them and Their Uses and Vertues Collected by Iohn Parkinson Apothecary of London.  Londres: Printed by Hvmfrey Lownes and Robert Yovng at the Signe of the Starre on Bread-Street Hill, 1629. DOI 10.5962/bhl.title.7100 [Consulta: 29 dic 2014]. foli. En algunes de les còpies la carátula està feta amb xilografia; en altres és un simple imprès (datat al 1635) Altres edicions i reimpressions:
  - Parkinson, John. Paradisi in Sole Paradisus Terrestris, or, A Choise Garden of All Sorts of Rarest Flowers with their Nature, Place of Birth, Time of Flowring, Names, and Vertues to Each Plant, Useful in Physic or Admired for Beauty: To which is Annext a Kitchin-Garden Furnished with All Manner of Herbs, Roots, and Fruits, for Meat or Sauce Used with Us, with the Art of Planting an Orchard... All Unmentioned in Former Herbals.  Londres: impreso R.N. & vendidos × Richard Thrale en su tienda con el signo de la Cross-Keys en S. Pauls, entrando en el lado Cheap, 1656.Londres: imprès R.N. & venuts × Richard Thrale en la seva botiga amb el signe de la Cross-Keys en S. Pauls, entrant en el costat. Foli.
  - Parkinson, John; Alfred H. Hyatt (comp.). A Garden of Pleasant Flowers: Being a Description of the Most Familiar of Our English Garden Flowers from the Famous Collection of John Parkinson.  Londres: T.N. Foulis, 1904.
  - Parkinson, John. Paradisi in Sole Paradisus Terrestris... Faithfully Reprinted from the Edition of 1629.  Londres: Methuen & Co., 1904. DOI 10.5962/bhl.title.24488 [Consulta: 29 dic 2014].
  - Parkinson, John. Paradisi in Sole Paradisus Terrestris, etc. [The English Experience; no. 758].  Amsterdam; Norwood, N.J.: Theatrum Orbis Terrarum; Walter J. Johnson, 1975.Amsterdam; Norwood, N.J.: Theatrum Orbis Terrarum; Walter J. Johnson. Facsímil de l'edició 1629 sense carátula tipogràfica, amb còpies en la Bodleian Library
  - Parkinson, John. Paradisi in Sole, etc..  Nova York, N.Y.: Dover Publications, 1976. ISBN 0-486-23392-8. Parkinson, John. Paradisi in Sole, etc..  Nova York, N.Y.: Dover Publications, 1976. ISBN 0-486-23392-8. Facsímil de l'ed. de 1629
  - Parkinson, John. A Garden of Pleasant Flowers.  Nova York, N.Y.; London: Dover Publications; Constable, 1976. ISBN 0-486-23392-8.
- Parkinson, John. Theatrum Botanicum : The Theater of Plants. Or, An Herball of a Large Extent, Containing therein a More Ample and Exact History and Declaration of the Physicall Herbs and Plants that are in Other Authours, Encreased by the Accesse of Many Hundreds of New, Rare, and Strange Plants from All the Parts of the World, with Sundry Gummes, and Other Physicall Materials, than hath beene hitherto Published by Any before; and a Most Large Demonstration of their Natures and Vertues. Shevving vvithall the Many Errors, Differences, and Oversights of Sundry Authors that have Formerly Written of Them; and a Certaine Confidence, or most Probable Conjecture of the True and Genuine Herbes and Plants. Distributed into Sundry Classes or Tribes, for the More Easie Knowledge of the Many Herbes of One Nature and Property, with the Chiefe Notes of Dr. Lobel, Dr. Bonham, and Others Inserted therein. Collected by the Many Years Travaile, Industry, and Experience in this Subject, by Iohn Parkinson Apothecary of London, and the Kings Herbalist. And Published by the Kings Majestyes Especiall Priviledge.  Londres: Thomas Cotes, 1640.Londres: Thomas Cotes. Foli. Reimpressió:
  - Parkinson, John. A Fragment from Theatrum Botanicum, "or An Herball of a Large Extent".  Falls Village, Conn.: Herb Grower Press, 1967.
  - Parkinson, John. Theatrum botanicum: Or an Herball of a Large Extente.  [S.l.]: Remous, 1982.

## Honors
Epònims dedicats
- (Fabaceae) Parkinsonia Plum. ExL.[1]